# Julie Leth
Julie Norman Leth (ur. 13 lipca 1992 w Mårslet) – duńska kolarka torowa i szosowa, wicemistrzyni olimpijska. Wielokrotna medalistka mistrzostw świata i mistrzostw Europy.

## Kariera
Pierwszy sukces w karierze osiągnęła w 2007 roku, kiedy zdobyła złoty medal w wyścigu na dochodzenie juniorów na torowych mistrzostwach Danii. Na rozgrywanych dwa lata później mistrzostwach kraju zwyciężyła w scratchu i sprincie indywidualnym. W 2011 roku została mistrzynią Danii w szosowym wyścigu ze startu wspólnego. W 2018 roku razem z Amalie Dideriksen zwyciężyła w madisonie na mistrzostwach Europy w Glasgow. W tym samym składzie Dunki zdobyły następnie brązowy medal na mistrzostwach świata w Pruszkowie oraz złoty na mistrzostwach Europy w Apeldoorn w 2019 roku. Podczas igrzysk olimpijskich w Tokio zdobyła srebrny medal w madisonie, wynik ten powtarzając na mistrzostwach Europy w Grenchen w 2021 roku. Kolejne dwa medale zdobyła na mistrzostwach świata w Yvelines w 2022 roku: razem z Dideriksen była trzecia w madisonie, a w wyścigu punktowym zdobyła srebrny medal. Rozdzieliła tam Neah Evans z Wielkiej Brytanii i Jennifer Valente z USA.
W listopadzie 2022 r. wzięła ślub z Lasse Normanem Hansenem, oboje przyjęli nazwisko Norman Leth.